# Збірна Маврикію з футболу
Збірна Маврикію з футболу — представляє Маврикій в міжнародних матчах і турнірах з футболу. Керується Футбольною асоціацією Маврикію.

## Чемпіонат світу
- 1930–1970 — не брала участі
- 1974 — не пройшла кваліфікацію
- 1978 — не брала участі
- 1982 — не брала участі
- 1986 — не пройшла кваліфікацію
- 1990 — в участі відмовлено через заборгованість перед ФІФА
- 1994 — не пройшла кваліфікацію
- 1998–2010 — не пройшла кваліфікацію
- 2014 — відмовивилася від участі

## Кубок Африки
- 1957–1965 — не брала участі
- 1968–1972 — не пройшла кваліфікацію
- 1974 — груповий турнір
- 1976–1986 — не пройшла кваліфікацію
- 1988 — відмовилася від участі
- 1990 — не пройшла кваліфікацію
- 1992 — відмовивилася від участі
- 1994–2012 — не пройшла кваліфікацію
- 2013 — не брала участі
- 2015
- 2017
- 2019
- 2021— не пройшла кваліфікацію
- 2023 — не пройшла кваліфікацію